# Thunberginol C
Thunberginol C es una dihydroisocumarina que se encuentra en Hydrangeae Dulcis Folium, las hojas procesadas de Hydrangea macrophylla var. thunbergii.